# E-Health
e-Healthとは、情報通信技術を積極的に医療に導入することで個人の健康を高める取り組みである。

## 概要
電子カルテの導入など、ITを積極的に活用することによって個人の医療情報を一元管理できるようになり、ネットワークを介してこの情報を医療機関に共有できるようになれば、根拠に基づく医療のために患者は過去のデータに基づいた、より適切な診断や治療を受けることが可能になり、不必要な検査や治療、投薬を減らすことに繋がる。
エストニアでは2008年から導入されており、2010年に処方箋の電子処理、データ転送が実施された。
ディープラーニングや機械学習を診断に導入する事で精度が向上することも期待される。

## 課題
電子カルテのフォーマットが各社で統一されていなかったり、個人情報保護の観点からアクセスが制限されている。情報は暗号化されているものの、外部からの不正アクセスに対する対策が求められる。

## 文献
- 黒川 清; 近藤正晃ジェームス; 村井 嘉浩; ジェフリー・R・イメルト (PDF). e-Health革命 - ITで変わる日本の健康と医療の未来. 日経BP